# Phalocallis
Phalocallis es un género de plantas perennes y bulbosas perteneciente a la familia de las iridáceas. Incluye a una sola especie, Phalocallis coelestis distribuida desde el sur de Brasil hasta el noreste de Argentina.